# Hizér
Hizér (szlovákul: Chyzerovce, korábban Hezerovce, németül: Hiserowitz, korábban Hiperwitz) Aranyosmarót városrésze Szlovákiában, a Nyitrai kerület Aranyosmaróti járásában.

## Fekvése
Aranyosmarót központjától 1 km-re délnyugatra, a Zsitva bal partján fekszik.

## Története
1209-ben említik először. Előbb a Marótiak, majd a Hont-Pázmány nemzetség birtoka. 1386-ban a gímesi vár tartozékaként Mária magyar királynő visszaadja Forgách Balázsnak. 1397-ben Hizéren malmot említenek, melynek birtokába a Forgách családot iktatták be.
A 15. században az esztergomi káptalanhoz került zálogba. 1579-ben Forgách Simon II. Rudolftól kapta adományul a gímesi uradalommal.
1601-ben 2 malma és 43 háza volt. 1698-ban Forgách Simon szerzett rá I. Lipóttól adományt.
1720-ra csak egy malom és 22 adózó maradt. 1718-ig a gímesi, majd az aranyosmaróti uradalomhoz tartozott. Átmenetileg vármegyei gyűlések helyszíne is volt. A település lakói főként mezőgazdasággal foglalkoztak, később a JRD-ben (1951) dolgoztak. 1970-ben Aranyosmaróthoz csatolták.
Vályi András szerint "HEZÉR. Hizerovetz. Elegyes falu Bars Várm. földes Ura G. Migázzi Uraság, lakosai katolikusok, fekszik Aranyos Maróthoz 1/4 órányira, mellynek filiája, és a’ hol módgya van az el adásra, ’s keresetre, földgye, és réttyei jók, szőleji meg lehetősek, legelője elég, malma helyben van."
Bars vármegye monográfiája szerint „Hizér, a Zsitvavölgyben fekvő kisközség, nagyobbára tót ajkú lakosokkal, kiknek a száma 937. E község egy 1209-iki határperben Hirzeberek alakban van említve. A pápai tizedszedők jegyzékében is szerepel Hisebek elferdített és Hirzeberek javított alakban. 1386-ban Ghymes vár tartozéka és a Forgáchok az urai. Később a maróti uradalom birtokába kerül és Peluszki nevű dűlője még a Paluskák emlékét őrzi. A mult század elején Migazzi Kristóf hizéri birtokának egy kis részére, jutalom gyanánt, inscriptiót adott a Lakits családnak 31 évre; de mert az uradalom idejében nem követelte vissza, az 1852-iki ősiségi nyilt parancs alapján Lakits István tulajdonába ment át, ki ezt a községi lakosoknak eladta. A 18. század második felében háromféle néven találjuk említve. Magyarul Hézér, németül Hieserovitz és tótul Chicerovze. A községben csak kápolna van, mely 1842-ben épült. Postája, távirója és vasúti állomása Aranyosmarót.”
1920 előtt Bars vármegye Aranyosmaróti járásához tartozott. 1970-ben Aranyosmaróthoz csatolták.

## Népessége
1880-ban 790 lakosából 717 szlovák, 41 magyar, 9 német anyanyelvű és 23 csecsemő.
1890-ben 863 lakosából 813 szlovák, 35 magyar és 15 német volt.
1900-ban 937 lakosából 886 szlovák, 37 magyar és 14 német.
1910-ben 936 lakosából 895 szlovák, 35 magyar és 6 német volt.

## Külső hivatkozások
Aranyosmarót város honlapja